# Matrice (microbiologie)
Pour les articles homonymes, voir Matrice.
En microbiologie, une matrice est le milieu dans lequel les bactéries se développent (ou « sont cultivées »). C'est ainsi qu'une boîte de Petri de gélose peut constituer une matrice pour cultiver un échantillon prélevé sur une personne (par exemple un frottis de gorge).